# П'єр Шеффер
П'єр Шеффе́р (Pierre Schaeffer, 14 серпня 1910 — 19 серпня 1995) — французький композитор, основоположник напрямку конкретної музики, один із піонерів електронної музики.

## Біографія
Народився у Нансі. Навчався у Паризькій політехнічній школі (X1929) як звукоінженер. З 1936 року працював у студії Французького радіо ORTF, де, використовуючи новітнє на той час устаткування, почав експериментувати із звукозаписом, намагаючись відтворювати звуки у заповільненому, прискореному, оберненому русі тощо. Результатом цих експериментів стали твори, що дали початок т.зв. «конкретній музиці». Першою завершеною композицію стала п'єса Étude aux chemins de fer (1948), в якій використані записи поїздів у русі.
У 1949 році разом з П'єром Анрі він засновує групу Groupe de Recherche de Musique Concrète (GRMC), у розпорядження якої в 1951 році Французьке радіо надало нову студію звукозапису з магнітофоном. На цей період припадає створення «Симфонії людської душі» (Symphonie pour un homme seul), 1951. Підсумком його роботи стала книга «Дослідження конкретної музики» (A la recherche d'une musique concrète), опублікована у 1952 році.
В 1958 році на базі ORTF він засновує інститут GRM (Groupe de Recherches Musicales), найвідомішим випускником якого вважається Жан Мішель Жарр, музикант-електронник, автор популярних музичних альбомів. Примітно, що сам Шеффер не був у захваті від пізніх творів Жарра.
Помер П'єр Шеффер у 1995 році від хвороби Альцгаймера

## Творча спадщина

### Musique concrète

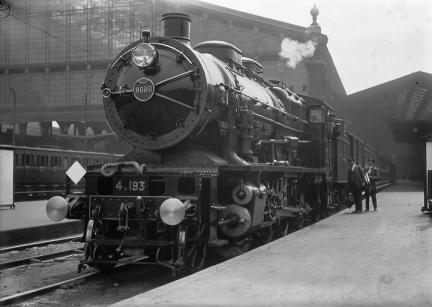
Шеффер творив свою "конкретну музику" із звуків реального світу. Наприклад, Залізничний етюд (Étude aux chemins de fer"), містить звуки поїздів, що мчать залізничною колією.

Термін конкретна музика (фр. musique concrète) Шеффер впровадив у 1948 році. Шеффер вважав, що класична музика (або як він сам писав - "серйозна") має в своїй основі абстракцію (музична нотація), яку лише згодом ми чуємо. Натомість конкретна музика має в своїй основі "конкретні" звуки, які походять з сутності самого явища, а вже потім абстрагуються до у композицію. Таким чином термін конкретна музика передбачає відмову від традиційних музичних інструментів, класичної гармонії і ритму задля реконструкції музики із самих основ.
З сучасної точки зору, важливість конкретної музики можна розглядати в трьох площинах. З одного боку - це концепція можливості включення до музичної композиції будь-яких звуків. На початку Шеффер уникав звуків, що грають на традиційних музичних інструментах. Пізніше натомість Шеффер знайшов можливість робити звуки музичних інструментів незвичними, наприклад, виключаючи із звукозапису фазу атаки звуку. Він був одним із перших музикантів, який маніпулював записаним звуком аби використати його разом з іншими звуками в музичному творі. Такі техніки, як створення петлі звуку або склеювання стрічки Шеффер використовував частіше ніж коллаж. Розвиток прийомів роботи зі звукозаписом стали можливими завдяки технологіям, що з'явились після Другої світової війни в Європі. Його роботи визнані важливим попередником сучасних технік семпліювання. Шеффер був одним із перших, хто використав технологію звукозапису у творчому і особливо музичному ключі, використовуючи можливості електромузичних інструментів, продовжуючи розробки італійського футуриста Луїджі Руссоло, творчістю якого Шеффер захоплювався.
Більше того, Шеффер підкреслював роль "гри" (jeu) у створенні музики. Це поняття лежить в основі конкретної музики і відображає концепцію імпровізаційної музики, і електроакустична імпровізація стає відправною точкою творчості Шеффера.

## Твори
Усі музичні композиції Шеффера (конкретні та інші) були записані до винайдення CD, відповідно фіксувались або на магнітофонних касетах або інших давніх моделях магнітної стрічки. Масові випуски в кращому випадку були обмеженими, і кожна нова композиція випускалася, за словами Шеффера, аби продемонструвати світу щось, що він вважав новим і революційним у музиці. Записи випускала компанія «Groupe de Recherches Musicales» (a.k.a. GRM), яку він заснував заради своїх винаходів. Деякі твори транслювали наживо (сам П. Шеффер працював на радіо) у форматі радіоконцертів. Окремі твори Шеффера навіть використовувались як музика для пантоміми або балету. Після смерті композитора, деякі компанії, наприклад Disques Adès і Phonurgia Nova отримали право на розповсюдження його творів.

#### Список музичних творів
- Concertino-Diapason (1948; у співпраці з J.-J. Grunenwald)
- П`ять досліджень шумів[en] (1948)
- Сюїта для 14 інструментів (1949)
- Варіації для мексиканської флейти (1949)
- Bidule en ut (1950; у співпраці з Pierre Henry)
- La course au kilocycle (1950; радіовистава, у співпраці з Pierre Henry)
- L'oiseau r.a.i. (1950)
- Symphonie pour un homme seul (1950; у співпраці з Pierre Henry; версії 1953, 1955 і 1966 (Henry))
- Toute la lyre (1951; пантоміма, у співпраці з Pierre Henry. Також відома як Orphée 51)
- Masquerage (1952; для кінофільму)
- Les paroles dégelées (1952; радіовистава)
- Scènes de Don Juan (1952; для вистави, у співпраці з Monique Rollin)
- Orphée 53 (1953; опера)
- Sahara d'aujourd'hui (1957; для кінофільму, у співпраці з Pierre Henry)
- Continuo (1958; у співпраці з Luc Ferrari)
- Etude aux sons animés (1958)
- Etude aux allures (1958)
- Exposition française à Londres (1958; у співпраці з Luc Ferrari)
- Etude aux objets (1959)
- Nocturne aux chemins de fer (1959; incidental music)
- Phèdre  (1959; incidental music)
- Simultané camerounais (1959)
- Phèdre (1961)
- L'aura d'Olga (1962; музика для радіо, у співпраці з Claude Arrieu)
- Le trièdre fertile (1975; у співпраці з Bernard Durr)
- Bilude (1979)

#### Наукові твори
- À la recherche d'une musique concrète («У пошуках конкретної музики», 1952)
- Music and Acoustics («Музика і акустика», 1967)
- Traité des objets musicaux («Трактат про музичні об'єкти», 1966)
- Solfège de l'objet sonore («Каталог звукових об'єктів», 1967)